# BBC西北

播出地區

BBC西北（BBC North West）是英國廣播公司（BBC）在英格蘭的一個播出地區，播出範圍包括了柴郡、大曼徹斯特、蘭開夏郡、默西賽德、北約克郡部分地區、西約克郡部分地區、德比郡部分地區、坎布里亞郡部分地區和曼島，總部位於大曼徹斯特的英國媒體城。BBC西北和坎布里亞製作地方新聞節目North West Tonight，並且也是BBC晨間節目BBC早餐的製作單位。

## 外部連結
- 在BBC Online了解BBC Local News
- 在BBC Online了解BBC North West Tonight